# Eriostethus minimus
Eriostethus minimus là một loài tò vò trong họ Ichneumonidae.